# Petrolândia (Contagem)
Petrolândia é um bairro de Contagem na região metropolitana de Belo Horizonte. É o principal bairro da região sudoeste da cidade. Concentra grande parte do comércio da região, unidades de saúde e escolas. Começou a se formar a partir da década de 1960 e desde então cresceu muito, fazendo com que surgissem outros bairros em volta dele. Sua localização é próxima a via expressa de Contagem e fica no limite do município de Contagem com o Município de Betim, a área territorial do bairro é de 0,73 km², e o bairro faz limite com outros bairros, e são eles: Vila Universal (Contagem), Tropical (Contagem), Industrial São Luiz (Contagem), Vila Beija-flor (Contagem).

## Crescimento demográfico
Em 1970, o bairro contava com 1.012 habitantes, no ano de 1980 a população girava em torno de 6.677 e, 1990, totalizava um contingente de 17.093